# El sofa de la imaginación
El sofa de la imaginación es una serie de televisión infantil, producida en Canadá para YTV y Treehouse TV desde 1992 hasta 2006. La serie fue cancelada en 2006. En Latinoamérica, la serie se emitía por Nickelodeon y MGM Channel y en España por La 1 y La 2.

## Argumento
El programa cuenta la historia de una payasa llamada Loonette y su muñeca Molly, que resuelven problemas cotidianos en el sofá del mismo nombre.

## Personajes
- Loonette - Ella es una joven payaso que vive con su muñeca, Molly, en su casa, en el Big Comfy Couch del mismo nombre, un sofá de flores verde de gran tamaño. Con frecuencia le lee cuentos a Molly, siempre realiza un estiramiento de alfombra de reloj y le gusta visitar a la abuela Garbanzo. La tía Macassar (en las temporadas 1 a 5) o el tío Chester (en las temporadas 6 a 7) envían con frecuencia postales y regalos de Loonette por correo, que Señor Bedhead entrega en su monociclo. Loonette tiene talento en el arte de la danza clásica y dirige la Academia de Danza de Miss Loonette. Otro don que posee es la inusual habilidad de limpiar casi cualquier desorden en diez segundos, lo que ella llama Ten Second Tidy. Inicialmente, Loonette era demasiado joven para visitar Clowntown, pero a partir de 2006, Loonette hace viajes frecuentes a Clowntown para visitar la escuela de cocina Club de col de la abuela y el Clown Chi Dojo y la escuela de baile de Señor Bedhead. Los viajes al primer lugar ayudan a enseñarle a Loonette a cocinar. Los viajes a esta segunda localidad indican que practica artes marciales. Loonette también lleva a Molly al Clowndergarten y ayuda con los otros payasos jóvenes.

## Doblaje/Reparto
| Personaje     | Actor original                                                     | Actor de doblaje (América Latina)                                        | Actor de doblaje (España) |
| ------------- | ------------------------------------------------------------------ | ------------------------------------------------------------------------ | ------------------------- |
| Loonette      | Alyson Court (temporadas 1-6) Ramona Gilmour Darling (temporada 7) | María Fernanda Morales (temporadas 1-6) Cristina Hernández (temporada 7) |                           |
| Señor Bedhead | Fred Stinson                                                       | Martín Soto                                                              |                           |